# Jacobus Gallus

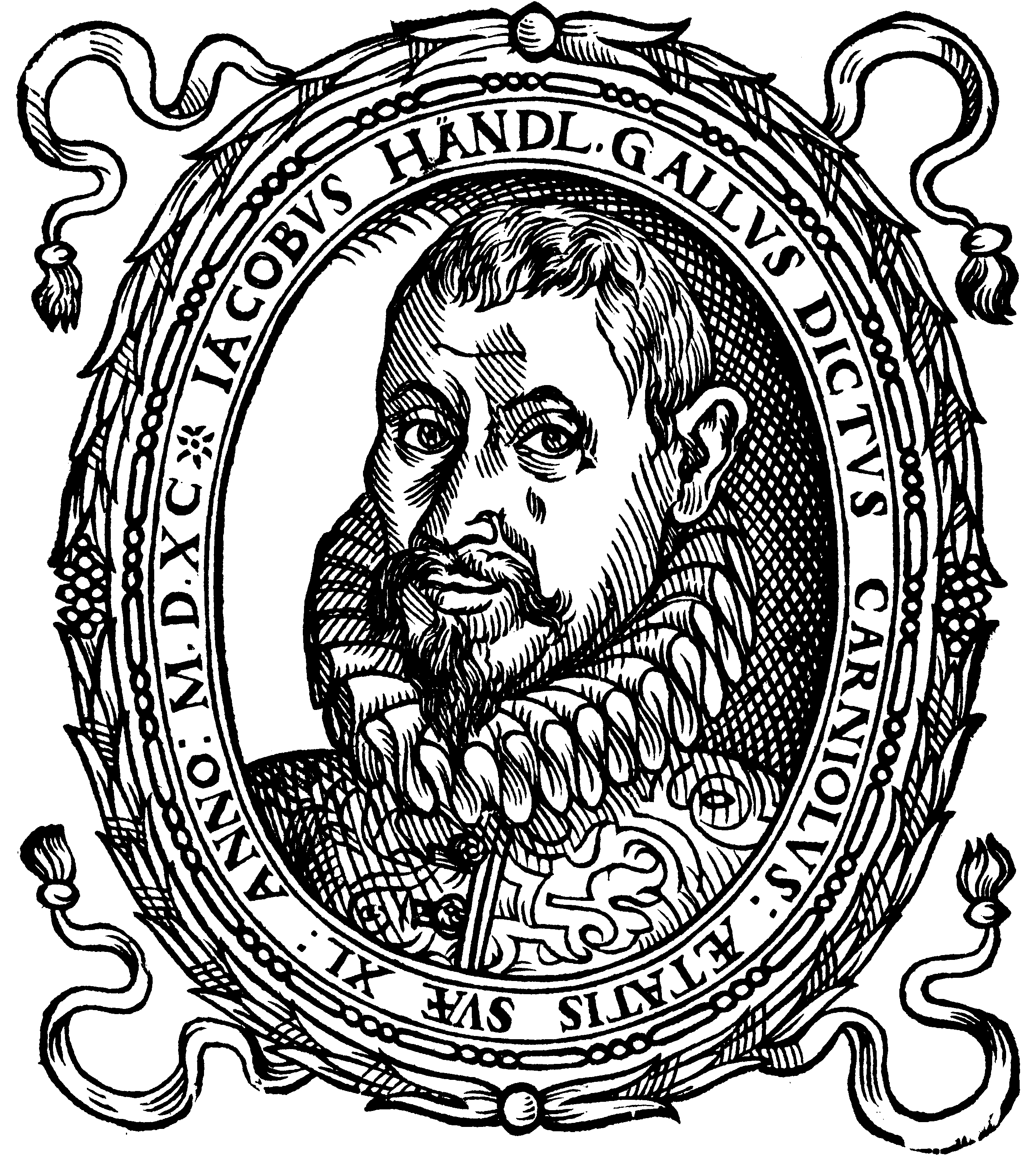
Jacobus Handl Gallus dictus Carniolus (1590)

Jacobus Gallus (eigentlich Jacob Handl; * 31. Juli 1550 wahrscheinlich in Ribnica (Reifnitz), Unterkrain; † 18. Juli 1591 in Prag) war ein Komponist der Renaissance.

## Leben

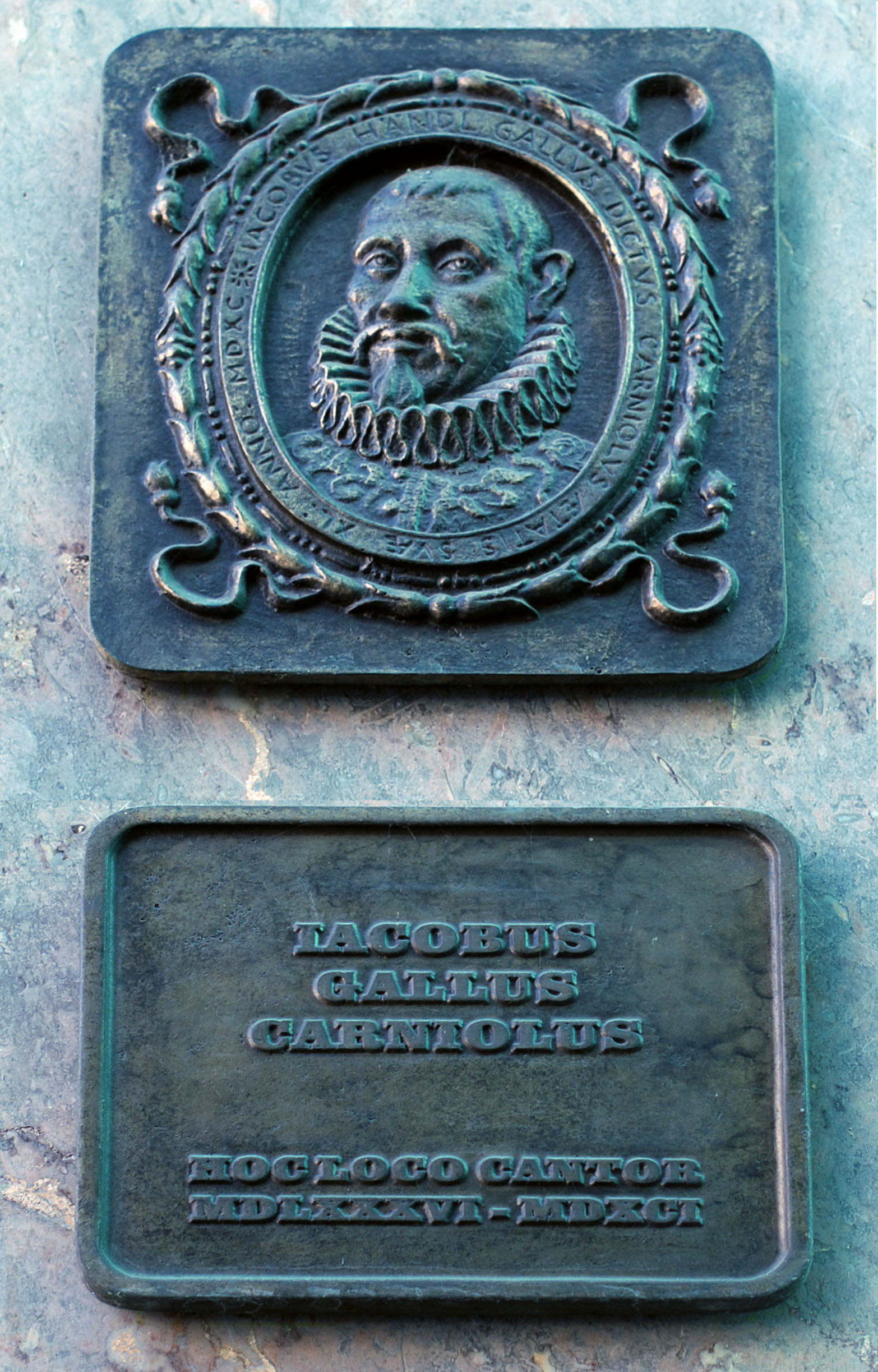
Gedenktafel in Prag

Über sein Leben ist wenig bekannt. Unbeweisbar ist die in Slowenien verbreitete Behauptung, sein Name sei eigentlich Jakob Petelin (= Hahn). Abgesehen vom Umstand, dass er stets einen deutschen Namen führte, gibt es über seine tatsächliche Volkszugehörigkeit allerdings keinerlei Belege. Etwa in der Zeit von 1564 bis 1566 kam er vermutlich ins Gebiet des heutigen  Österreich. Hier war er zuerst im Stift Melk, dessen Klosterschule er auch besuchte, als Chorknabe tätig. Seine Mitwirkung in der kaiserlichen Hofmusikkapelle in Wien lässt sich nicht belegen. Er reiste  dann durch Böhmen, Mähren und Schlesien und trat 1580 als Kapellmeister in die Dienste des Bischofs von Olmütz ein. Ab 1586 war er Kantor von St. Johann am Ufer in Prag, wo er 1591 im Alter von 40 Jahren verstarb.
Jacob Handl komponierte sowohl geistliche wie auch weltliche Werke, wobei der Schwerpunkt auf der Kirchenmusik liegt. Sein kompositorisches Schaffen umfasst Messen, Motetten, Passionen, sowie Madrigale in lateinischer Sprache (Moralia). In seinen Kompositionen gelang es Gallus, niederländische und venezianische Einflüsse der Musiktradition seiner Zeit zu verbinden. Sein kompositorisches Opus ist stark von der Cori-Spezzati-Technik geprägt.
Jacobus Gallus war ein äußerst produktiver Renaissancekomponist. Allein sein gigantisches Hauptwerk, das „Opus musicum“, eine Sammlung der Motetten für das gesamte Kirchenjahr, umfasst 374 Kompositionen.

## Nachleben
Jacobus Gallus war in der von der Slowenischen Zentralbank 1997 ausgegebenen Banknotenserie auf der 200-Tolar-Banknote abgebildet. Diese Banknote war bis zur Einführung des Euro in Slowenien zum 1. Januar 2007 im Umlauf.

## Werke
- Missa ad imitationem Pater noster
- Missa canonica a 8
- Missa quattuor vocum omissis pausis, servatis pausis octo vocum  S
- Missa super Im Mayen
- Missa super Transeunte Domino
- Missa Un gay bergier
- Motettensammlung „Opus musicum“ (Prag 1586–1591)
- 100 lateinische Madrigale „Harmoniae morales“ (1589) und „Moralia“ (posthum 1596)
- Eine moderne Edition der Werke findet sich in den Monumenta artis musicae Sloveniae, Bände 5–21, 26–28 und 55 (Ljubljana ab 1985)